# Acremonium sclerotigenum
Acremonium sclerotigenum är en svampart som först beskrevs av Moreau & R. Moreau ex Valenta, och fick sitt nu gällande namn av W. Gams 1971. Acremonium sclerotigenum ingår i släktet Acremonium, ordningen köttkärnsvampar, klassen Sordariomycetes, divisionen sporsäcksvampar och riket svampar.   Inga underarter finns listade i Catalogue of Life.